# 화순경찰서
화순경찰서(和順警察署, Hwasun Police Station)는 전라남도경찰청이 관할하는 경찰서 중 하나이다. 전라남도 화순군 화순읍 자치샘로29(향청리 146)에 위치하고 있다.
서장은 총경으로 보한다.

## 기본 정보
- 주소: 전라남도 화순군 화순읍 자치샘로29(향청리 146)
- 우편번호: 519-808

## 관할 파출소 및 지구대
화순경찰서는 1개의 지구대와 7개의 파출소를 산하에 두고 있다.
| 명칭       | 사진 | 주소                | 관할구역               | 치안센터                  |
| ---------- | ---- | ------------------- | ---------------------- | ------------------------- |
| 읍내지구대 |      | 화순읍 충의로 152   | 화순읍 일부            |                           |
| 역전파출소 |      | 화순읍 오성로 488   | 화순읍 일부            |                           |
| 도곡파출소 |      | 도곡면 지석로 1108  | 도곡면, 도암면         | 도암치안센터              |
| 능주파출소 |      | 능두면 관동길 19    | 능주면, 춘양면, 한천면 | 한천치안센터 춘양치안센터 |
| 이양파출소 |      | 이양면 이양로 133   | 이양면, 청풍면         | 청풍치안센터              |
| 동면파출소 |      | 동면 충의로 773     | 동면, 이서면           | 이서치안센터              |
| 남면파출소 |      | 사평면 사호로 213   | 사평면                 |                           |
| 동복파출소 |      | 동복면 오지호로 285 | 동북면, 백아면         | 북면치안센터              |

## 같이 보기
- 전라남도지방경찰청